# استفان جی بنکوویچ
استفان جی بنکوویچ (انگلیسی: Stephen J. Benkovic؛ زادهٔ ۲۰ آوریل ۱۹۳۸) دانشمند در زمینه اهل ایالات متحده آمریکا است.
وی همچنین برندهٔ جوایزی همچون نشان ملی علوم، کمک‌هزینه گوگنهایم، و نشان بنجامین فرانکلین شده‌است.